# Honda Tadakatsu
Honda Tadakatsu (本多 忠勝, 17 mars 1548 - 3 décembre 1610), également appelé Honda Heihachirō (本多 平八郎), est un général japonais, et plus tard daimyo, de la fin de la période Sengoku et du début de l'époque d'Edo, au service de Tokugawa Ieyasu. Honda Tadakatsu est un des quatre rois célestes des Tokugawa avec Ii Naomasa, Sakakibara Yasumasa et Sakai Tadatsugu.

## Biographie
Originaire de la province de Mikawa au Japon, il vit aux époques Azuchi-Momoyama et Edo. Ieyasu le promeut de daimyo du domaine d'Ōtaki (100 000 koku) à celui du han de Kuwana (150 000 koku) comme récompense pour ses services. En outre, son fils Honda Tadatomo est nommé daimyo d'Ōtaki. En 1609, il se retire et son autre fils Tadamasa reprend Kuwana. Son petit-fils, Tadatoki, épouse Senhime, la petite-fille de Tokugawa Ieyasu. Malgré ses années de loyaux services, Tadakatsu prend de plus en plus ses distances avec le shogunat Tokugawa (bakufu) tel qu'il se développe à partir d'un État militaire à une institution politique civile. Ce sentiment est partagé par de nombreux autres guerriers de l'époque, incapables de se convertir de la vie chaotique de la guerre de la période Sengoku à la paix plus stable du shogunat Tokugawa.
La réputation de Honda est telle qu'il attire l'attention des personnalités les plus influentes au Japon de l'époque. Oda Nobunaga, notoirement peu enclin à louer ses partisans, l'appelle un « samouraï parmi les samouraïs ». Par ailleurs, Toyotomi Hideyoshi note que les meilleurs samouraïs sont « Honda Tadakatsu à l'est et Tachibana Muneshige à l'ouest ». Même Takeda Shingen loue Honda, disant qu'« [i]l est un luxe de Tokugawa Ieyasu ». Il est largement reconnu qu'il était un samouraï réputé et un fidèle obligé de Tokugawa Ieyasu.
Tadakatsu est souvent désigné comme « le guerrier qui surpasse la mort elle-même » car il n'a jamais subi de blessure importante, en dépit d'être un vétéran de plus de 100 combats à la fin de sa vie et parce qu'il n'a jamais été battu par un autre samouraï.

## Carrière militaire
Honda Tadakatsu est généralement considéré comme l'un des meilleurs généraux de Tokugawa Ieyasu, et il prend part à presque toutes les grandes batailles de son maître. Il se distingue à la bataille d'Anegawa de 1570, où il aide à la défaite des armées des clans Azai et Asakura en compagnie d'Oda Nobunaga, allié de Tokugawa. Tadakatsu sert également lors de la plus grande défaite de Tokugawa, la bataille de Mikatagahara en 1572, où il commande l'aile gauche de l'armée de son maître et affronte les troupes commandées par Naitō Masatoyo, l'un des généraux les plus notables du clan Takeda. Bien que cette bataille se termine en défaite, Honda Tadakatsu est un de ces généraux de Tokugawa présents pour se venger de Takeda à la bataille de Nagashino en 1575. Honda commande une rangée d'arquebusiers tandis que les forces combinées Oda-Tokugawa anéantissent l'armée de Takeda Katsuyori, en partie grâce à l'utilisation habile des fusils en rangée qui tirent en rafales. Un soldat tire tandis qu'un autre recharge et un troisième nettoie le canon du fusil. Cela permet aux mousquets de tirer sans interruption et finit par détruire l'armée de Takeda. C'est le premier exemple dans l'histoire militaire de l'emploi de cette tactique très efficace.
Son plus beau moment a lieu lors de la campagne de Komaki en 1584. Laissé à Komaki tandis que Ieyasu part affronter les troupes de Toyotomi à Nagakute, Tadakatsu observe une grande armée emmenée par Hideyoshi lancée à sa poursuite. Avec une poignée d'hommes, Tadakatsu part et défie l'armée de Toyotomi depuis la rive opposée du fleuve Shōnai. Toyotomi Hideyoshi (en supériorité numérique de 50 ou 60 à 1 par rapport à Honda) dit avoir été frappé par la bravoure de ce guerrier et ordonne qu'aucun mal ne lui soit fait, non plus qu'à ses hommes et à Ishikawa Yasumichi, qui l'accompagne dans cette tentative de gagner du temps pour Ieyasu.
Honda Tadakatsu est présent à la bataille de Sekigahara en 1600, où les forces de Tokugawa Ieyasu défont l'alliance occidentale de daimyos commandés par Ishida Mitsunari, ce qui permet à Tokugawa de prendre le contrôle du pays et met un terme à la période Sengoku.
Tadakatsu semble avoir été un personnage haut en couleur, autour duquel quelques légendes ont vu le jour — il est souvent dit que de toutes les batailles dans lesquelles il a servi, il n'a jamais reçu une blessure. Son casque, fameusement orné de bois de cerf, assure qu'il est toujours une figure reconnaissable sur le champ de bataille. Le nom de son cheval est « Mikuniguro ». Sa lance est appelée « Tonbogiri » ou « coupeuse de libellule », car il se dit que la pointe de la lance est si tranchante qu'une libellule qui s'y est posée a été coupée en deux. Ses prouesses au combat avec cette arme sont si grandes qu'il est devenu connu comme l'un des « Trois grandes lances du Japon ».
Ses fils Tadamasa (1575-1638) et Tadatomo (1582-1615), qui tous deux prennent part aux campagnes d'Osaka (1614 et 1615), lui succèdent au service des Tokugawa.

## Dans la culture populaire
Honda Tadakatsu est un personnage joueur dans Pokémon Conquest (Pokémon + Nobunaga's Ambition in Japan), ses partenaires Pokémon étant Metagross et Dialga. Il est aussi un personnage joueur dans Samurai Warriors au service de Tokugawa Ieyasu et dans la série de jeu Warriors Orochi. Il apparaît dans Onimusha 3: Demon Siege et est jouable dans un jeu bonus accessible une fois l'histoire principale terminée.
Il apparait également dans la série de Capcom intitulée Sengoku Basara, où il est désigné comme « l'homme le plus fort des états en guerre », toujours au service de Tokugawa Ieyasu.

## Source de la traduction
- (en) Cet article est partiellement ou en totalité issu de l’article de Wikipédia en anglais intitulé « Honda Tadakatsu » (voir la liste des auteurs).